# Francesco di Maria
Francesco di Maria (1623 - 1690) foi um pintor italiano do período barroco, aluno do pintor Domenichino. Maria foi um dos primeiros mentores de Francesco Solimena, Giacomo del Po e Paolo de Matteis.

## Obras

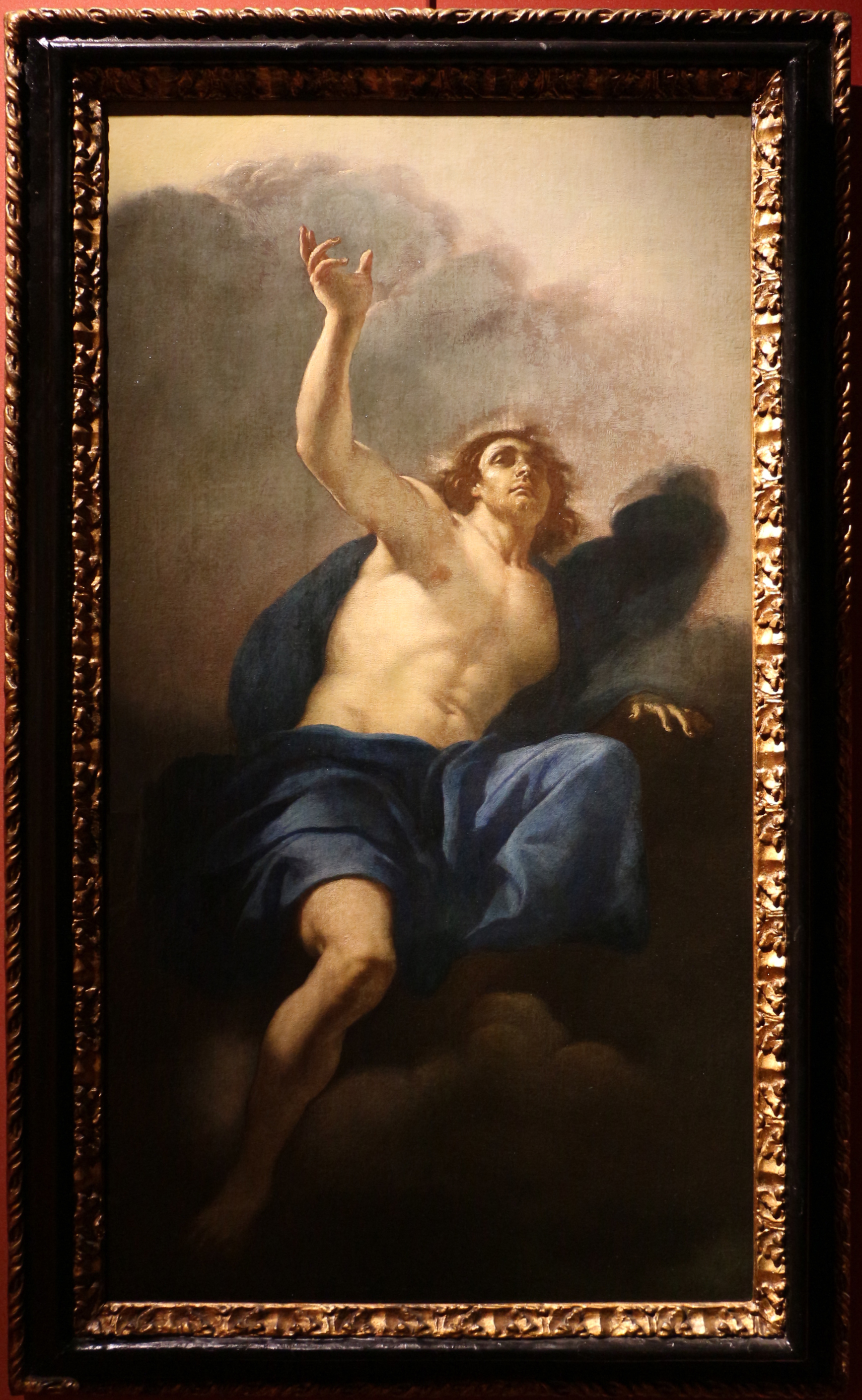
Bênção de Cristo, por volta de 1658
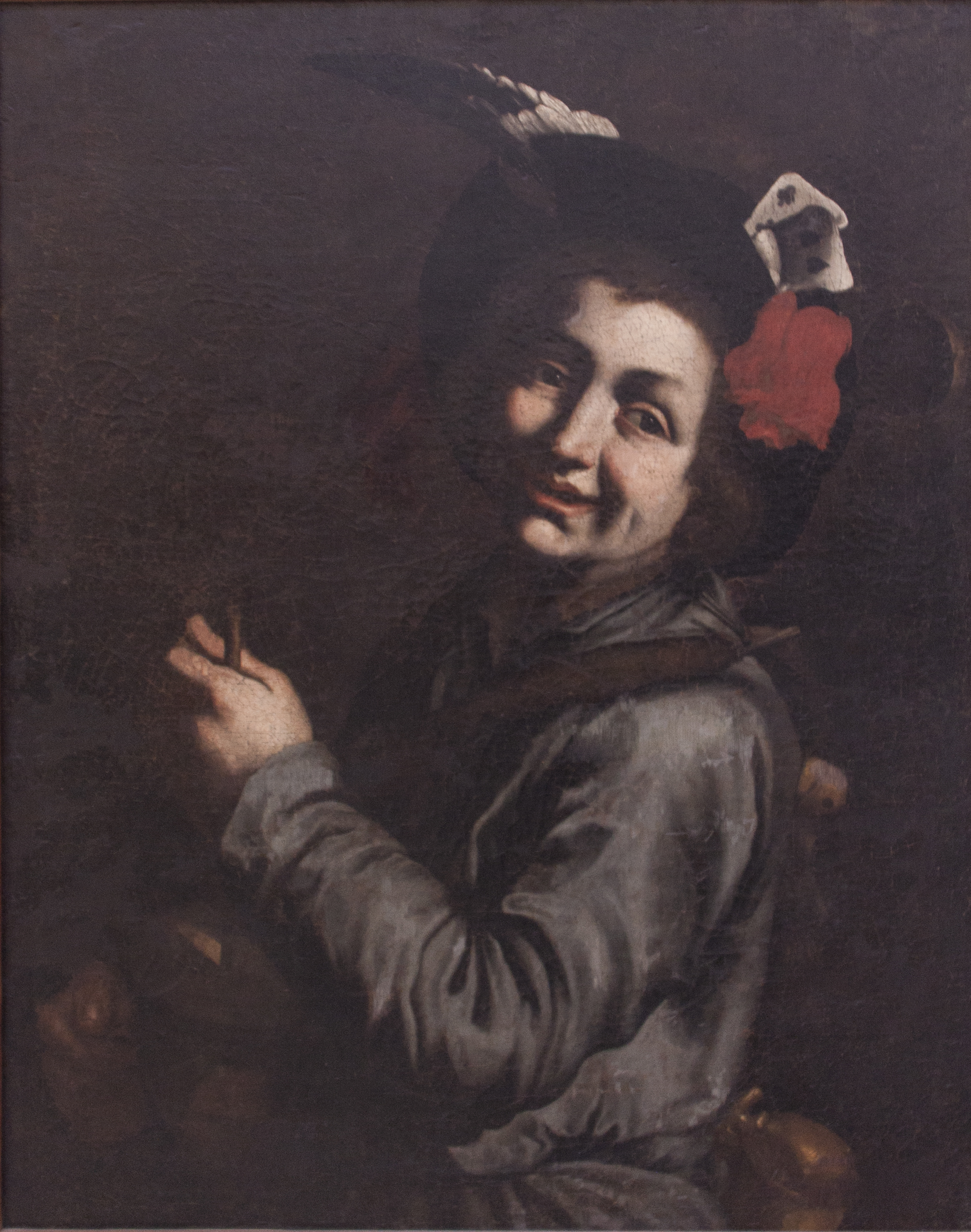
Jogador
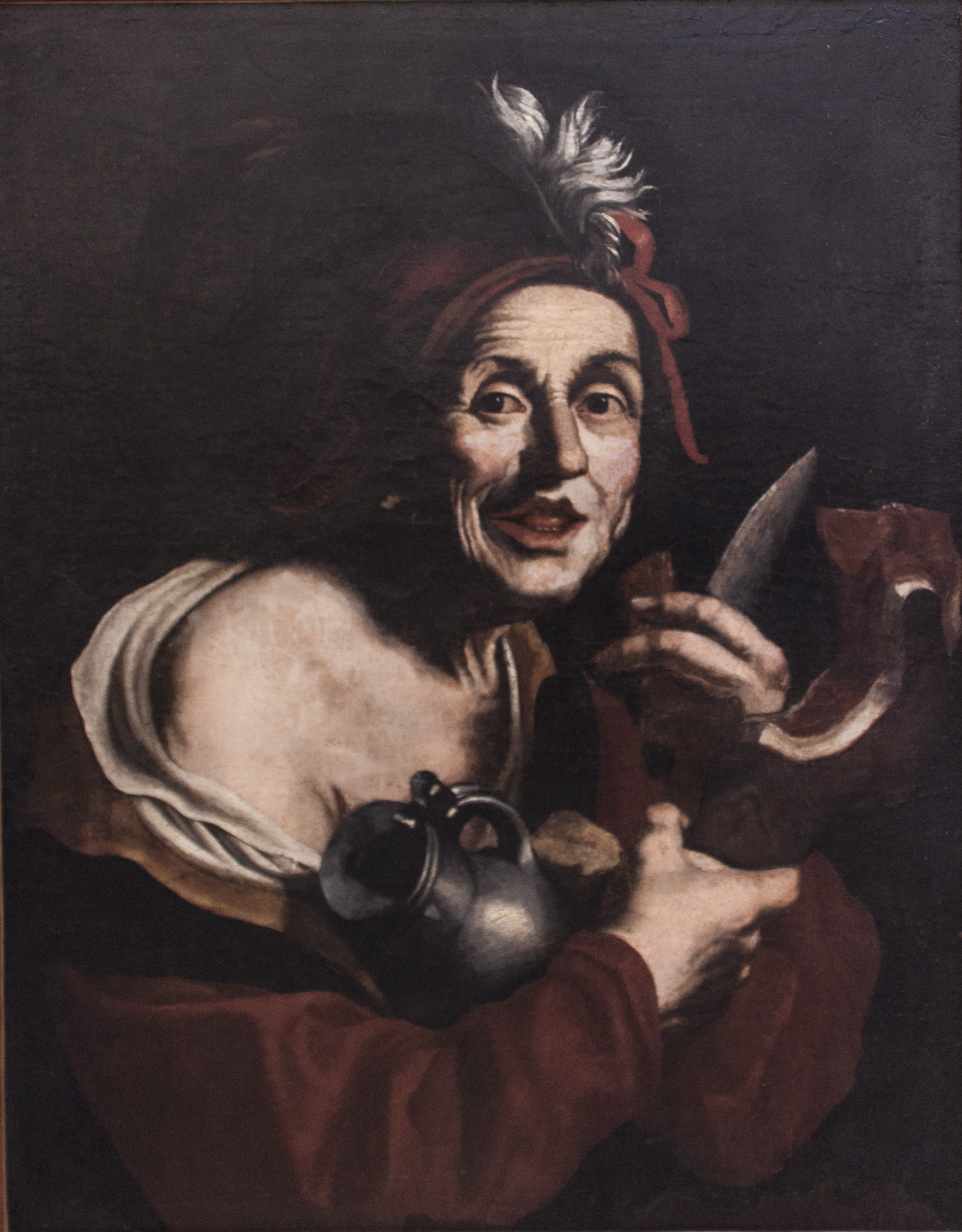
Velho com jarro e presunto
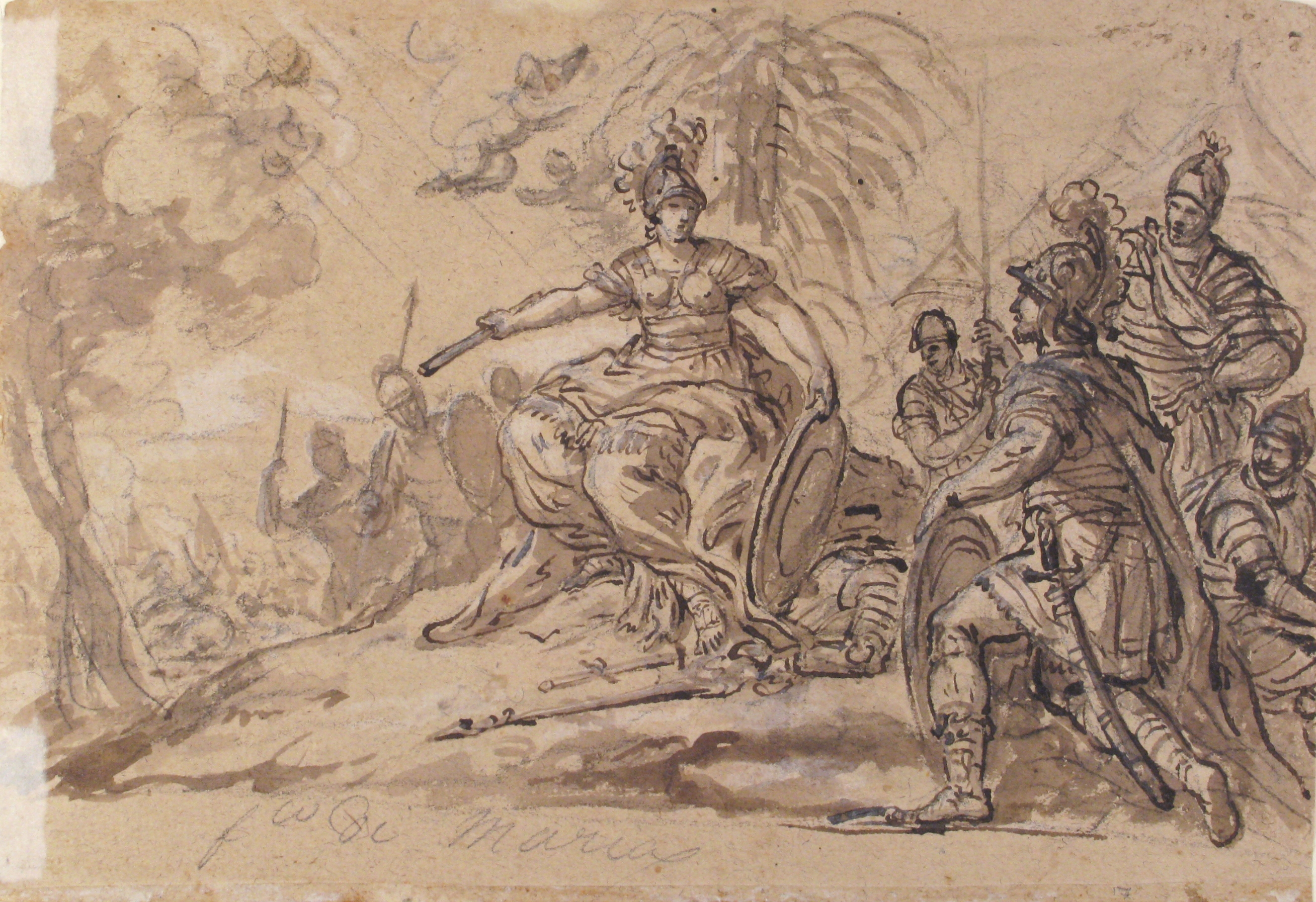
Adoração do menino Jesus